# Basler Sanatorium

Basler Sanatorium (Luftaufnahme von Werner Friedli, 1949)

Das Basler Sanatorium (1896–1985) war die erste Volksheilstätte für unbemittelte Tuberkulosekranke im Luftkurort Davos. Zuvor konnten sich nur die obersten Gesellschaftsschichten eine Tuberkulosebehandlung leisten. Für erkrankte Personen aus den wesentlich höhergradig durchseuchten, ärmeren Bevölkerungsschichten war die Diagnose ein definitives Todesurteil, da eine auch nur einigermassen wirksame Therapie schlichtweg unfinanzierbar war. Durch die massive Einforderung und Gründung einer Volksheilstätte erreichte Adolf Hägler-Gutzwiller, diese krassen Unterschiede in der Behandlung armer und reicher Tuberkulöser abzubauen. Sie wurde weit über Graubünden und die Schweiz hinaus zum Vorbild für sozial motivierte Lungensanatorien in ganz Europa.

## Gründung des Sanatoriums

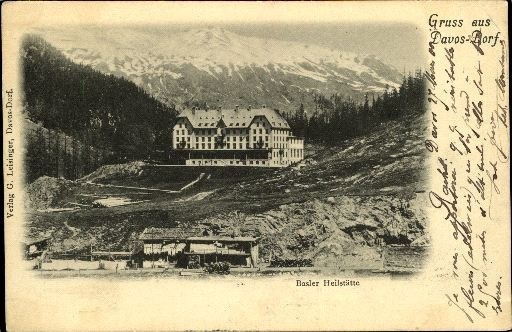
Basler Sanatorium im Jahr 1900 auf einer Ansichtskarte

Der Anstoss zur Gründung eines vorwiegend für die finanziell minderbemittelte arbeitende Bevölkerung von Basel bestimmten Sanatoriums ging von einem kleinen Kreis von Ärzten aus, die an der Medizinischen Gesellschaft der Stadt Basel tätig waren. Entscheidend war hier das Engagement von Adolf Hägler-Gutzwiller (1830–1909). Am 13. Juni 1893 hielt Hägler-Gutzwiller vor der Medizinischen Gesellschaft ein couragiertes Referat, betitelt: «Die Errichtung von Heilstätten für unbemittelte Schwindsüchtige in der Schweiz». Als Folge dieses Vortrages beauftragte die Medizinische Gesellschaft Haegler-Gutzwiller, Kantonsarzt Theophil Lotz und Rudolf Massini, den damaligen Direktor der allgemeinen Poliklinik, mit der Basler Gesellschaft zur Beförderung des Guten und Gemeinnützigen (GGG) Verbindung aufzunehmen und die Errichtung einer Volksheilstätte in Angriff zu nehmen. Die GGG berief darauf im September 1893 eine «Commission zur Errichtung eines Sanatoriums für Brustkranke» ein. Der Weg zur Gründung der Volksheilanstalt war damit geebnet.
Adolf Hägler-Gutzwiller war einer der gefragtesten und sozial engagiertesten Ärzte Basels. Weit über die unmittelbaren Pflichten seines Berufes hinaus leistete er bis zu seinem Tod Bahnbrechendes im Kampf gegen die Tuberkulose als Volkskrankheit. Er gehörte nicht nur zu den Gründern, sondern war trotz seines fortgeschrittenen Lebensalters langjähriger Leiter des Basler Sanatoriums.

## Bau und Eröffnung
Eigentlich sollte die Heilstätte ursprünglich nicht im Hochgebirge, sondern «des einfacheren Betriebs» halber im Jura erbaut werden. Aber es wurde kein geeigneter Platz gefunden und ausserdem strebte die Kommission, der in den 1860ern entwickelten Theorie des Davoser Arztes Alexander Spengler (1827–1901) folgend, die Errichtung des Sanatoriums im Hochgebirge an. Nach ausgedehnten Reisen auf der Suche nach einem geeigneten Platz (Davos, Arosa, Luzein usw.) für die Lungenheilanstalt entschied man sich schlussendlich für eine kleine Anhöhe am Bergfuss des Seehorns in unmittelbarer Nähe des Davoser Sees. Anfang Mai des Jahres 1895 wurde nach Plänen von Gustav und Julius Kelterborn mit den Bauarbeiten begonnen und die Bauphase schon Ende des folgenden Jahres abgeschlossen. Die Baukosten des Sanatoriums beliefen sich auf 557.000.- Schweizer Franken. An der Finanzierung beteiligten sich die GGG, die Basler Bevölkerung, die Basellandschaftliche Gemeinnützige Gesellschaft und die Kantone Basel-Stadt und Basel-Landschaft. Am 14. Dezember 1896 wurden die ersten Patienten aufgenommen. Die Heilstätte hatte zu diesem Zeitpunkt bereits 70 Betten, während Wirtschafts- und Gemeinschaftsräume bereits für 100 Patienten berechnet waren.

## Verwaltungsstruktur des Hauses
Träger der Basler Heilstätte war die GGG. Die Leitung übernahm eine von ihr gewählte, siebenköpfige "Kommission zur Basler Heilstätte für Brustkranke in Davos". Geführt wurde sie vom ärztlichen Direktor, dem ein Stellvertreter und die Assistenzärzte unterstellt waren. Das Rechnungswesen oblag dem Verwalter, während die Hausmutter (respektive der Hausvater) für die Haushaltsführung verantwortlich war.
Der extra gegründete «Basler Hilfsverein für Brustkranke» sollte die nötigen finanziellen Mittel zur Deckung des beim Betrieb der Heilstätte laufend entstandenen Defizits beschaffen, aber auch für die Kranken sowie für ihre Angehörigen sorgen und in der Bevölkerung bis dahin weitestgehend unbekannte Informationen über die Tuberkulose verbreiten.
1914 wurde die Heilstätte in eine Stiftung namens "Basler Heilstätte für Brustkranke in Davos-Dorf" umgewandelt.

## Architektur des Gründungsbaus

Gründungsbau des Basler Sanatoriums (zwischen 1896 und 1900)

Der auf einer terrassenartigen Anhöhe neben dem Davoser See gelegene sechsgeschossige Gründungsbau des Basler Sanatoriums bestand im Wesentlichen aus einem neunachsigen Längstrakt sowie zwei an den Stirnseiten jeweils dreiachsigen Seitenflügeln. Diese waren in den Seitenansichten fünfachsig ausgebildet. Ein hölzerner Wandelgang überdachte ein südseitiges, dem Haus deutlich vorgelagertes Untergeschoss. Der Haupteingang lag nicht in der Vorderansicht, sondern dezent an der nach Norden weisenden Rückseite des Sanatoriums. Die Dachlandschaft präsentierte sich ebenfalls dreigeteilt, allerdings wurde in der Mitte der Hauptansicht ein Pseudo-Mittelrisalit angedeutet. In der steilen weit herabgezogenen Dachkonstruktion sind die Fenster der oberen zwei Geschosse teilweise als Gaupen ausgebildet. Ursprünglich acht Rauchfänge strukturierten das Dach weiter.
Diese, eher an ein Hotel als ein Krankenhaus gemahnende, Bauform wurde zum Vorbild für andere berühmte Lungensanatorien, wie etwa das Sanatorium Wienerwald in Österreich, und kann dem Späthistorismus, genauer gesagt dem Heimatstil zugerechnet werden.

## Die Zwischenkriegszeit, Rudolf Gaberel und die klassische Moderne
Prägender Bündner Architekt der klassischen Moderne der Zwischenkriegszeit war der selbst an Tuberkulose erkrankte Rudolf Gaberel (1882–1963). Als in Davos lebender Deutscher konnte er dort seine Vorstellungen vom neuen Bauen ideal verwirklichen. Er entwickelte das bereits um 1900 beim Sanatorium Schatzalp eingeführte unterlüftete Flachdach weiter, bei dem das Regen- und Schmelzwasser zentral über das Hausinnere abgeleitet wird, und propagierte es als ideale Dachform für das Hochgebirgsklima. Unterlüftetes Flachdach und integrierte freitragende durchlaufende Liegebalkone wurden alsbald zum Wahrzeichen des Davoser Ortsbildes. Davos wurde zur modernen Alpenstadt, ab 1961 ist hier die Davoser Flachdachvorschrift bei Neubauten für die Kernzone in Kraft.
Als das bemerkenswerteste Bauwerk Gaberels in Davos gilt neben dem Arzthaus der Thurgauisch-Schaffhausischen Heilstätte und einem Zweifamilienhaus an der Tanzbühlstrasse in Davos Platz bis heute das 1931 erbaute Arzthaus des Basler Sanatoriums. Neben dem unterlüfteten, vorkragenden Flachdach prägt ein risalitartiger Mittelteil mit Veranda und Loggia das Erscheinungsbild des Arzthauses.
Mitte der 1940er Jahre reichten die vorhandenen Betten zur Unterbringung der Basler Tuberkulose-Patienten nicht mehr aus. Um diesen zunehmenden Bettenbedarf zu bewältigen und eine bauliche Erweiterung der Heilstätte – wegen der hohen Kosten – zu vermeiden, entschloss sich die «Kommission zur Basler Heilstätte für Brustkranke in Davos» 1945 für die Erwerbung des Hauses "Castelmont" in Davos Dorf und für die dortige Einrichtung einer Dependance des Sanatoriums.

## Umbau 1950 bis 1952
In der Zeit von 1950 bis 1952 wurde das Sanatorium dann dennoch umgebaut und erweitert. Der Sinn dieser Massnahme lag vor allem darin, dem Gebäude – neben einer verbesserten Infrastruktur – ein dem Zeitgeist entsprechendes sachliches Aussehen zu verpassen. Ausgebaut wurden vorwiegend Heizzentrale, das Angestellten- und Verwalterhaus, der vierte Stock, das Dach (es wurde in ein Flachdach umgebaut) die Aufenthaltsräume, der Speisesaal, der Eingang und der Unterhaltungssaal.

## Das Sanatorium bis 1971
Durch verschiedene medizinische Errungenschaften wie den BCG-Impfstoff und Antibiotika, vor allem das um 1950 aufgekommene Penicillin, konnte die Tuberkulose immer besser bekämpft werden, bis sie in der zweiten Hälfte des 20. Jahrhunderts den Schrecken als epidemische Volkskrankheit verloren hatte. Mitte der 1960er Jahre begann man daher die Umstrukturierung der Klinik in ein Mehrzwecksanatorium. Im Mai 1966 lag vom Eidgenössischen Gesundheitsamt die Bewilligung zur Führung einer Abteilung für nicht tuberkulöse Patienten vor.
Zwischen 1967 und 1971 wurde die Klinik umgestaltet. Dabei wurde auch der Bau eines neuen Schwesternhauses abgeschlossen.
1970 wurde die Heilanstalt in das Privatspitalabkommen mit den Kantonen Basel-Stadt und Basel-Landschaft aufgenommen. Damit erhielt sie regelmässig Beiträge an die nicht gedeckten Kosten der von diesen Kantonen zugewiesenen, allgemeinversicherten Patienten der 3. Klasse.
1971 wurde die "Basler Heilstätte für Brustkranke in Davos Dorf" in "Basler Höhenklinik in Davos Dorf" umbenannt.

## Der Niedergang

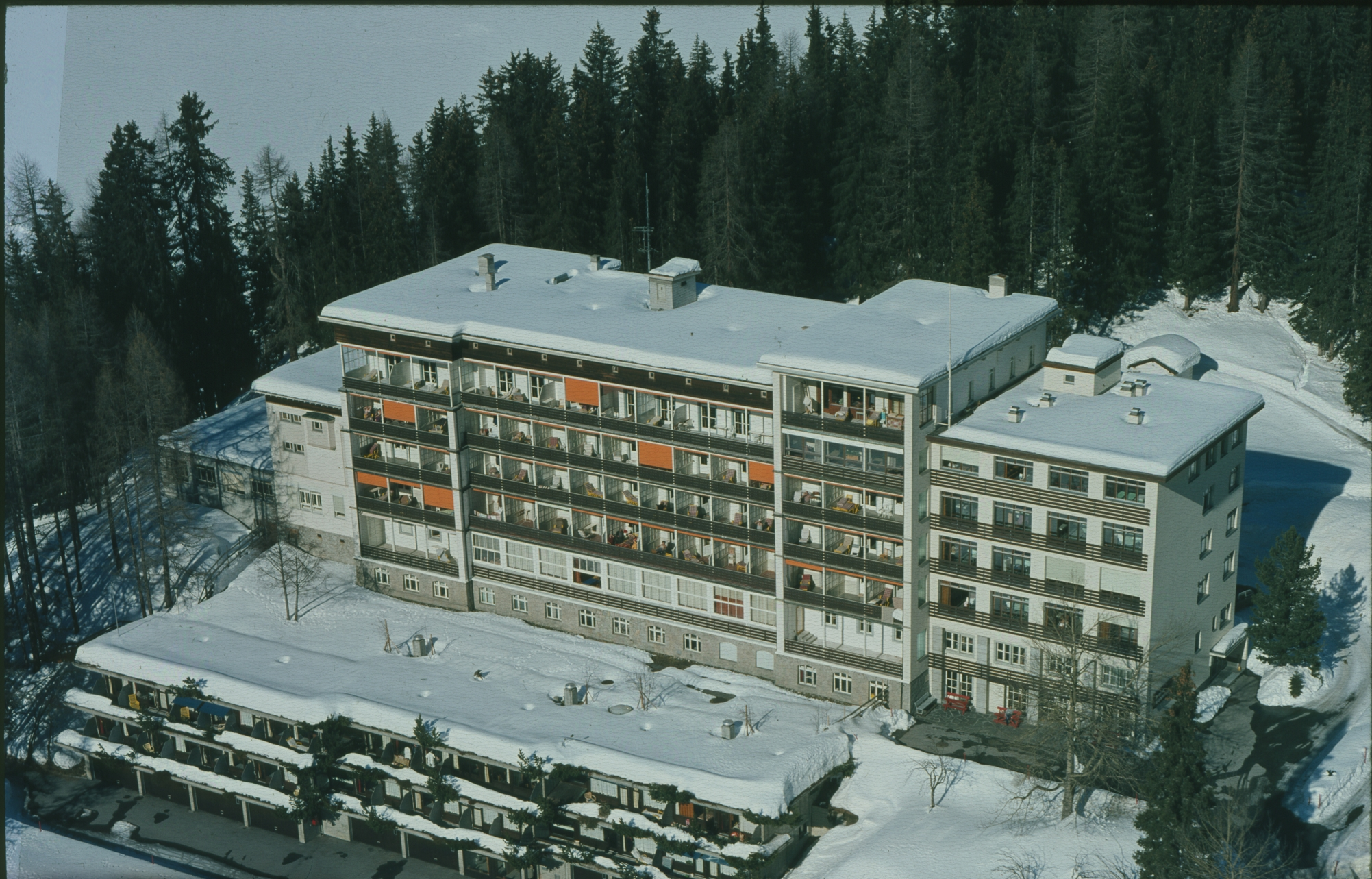
Im Januar 1980

In den 1980er Jahren änderten sich die Bedürfnisse und der Geschmack der Klientel. Das Haus wurde als verstaubt und altmodische empfunden, ein Rückgang der Belegungszahlen war die Folge. Nun wurde dem Stiftungsrat plötzlich bewusst, dass er Erscheinungsbild und Komfort der Klinik verändern musste, wenn man sie einigermassen konkurrenzfähig halten wollte. Zudem bekam das Haus unvermittelt massive Auflagen seitens der Behörden. Ein entsprechendes Umbauprojekt wurde auf rund 12 Mio. Franken geschätzt. Die beiden Halbkantone Basel-Stadt und Basel-Landschaft hätten davon allerdings nur 4 Mio. Franken aufbringen müssen. Diese jedoch wollten die Kosten des Gesundheitswesens reduzieren und waren nicht bereit, das Geld für das traditionsreiche Sanatorium aufzubringen.
In einer Sitzung am 8. August 1984 fasste die Verwaltungskommission daher nolens volens den Beschluss, den Betrieb im Laufe des zweiten Halbjahres 1985 einzustellen. Die Höhenklinik wurde darauf am 31. Oktober 1985 endgültig geschlossen und schon am 1. November(!) 1985 an die Carlton AG, Davos, verkauft, die das Areal für nicht näher bekannte Touristikzwecke nutzen wollte. Stattdessen wurde das Sanatorium ein Durchgangszentrum für Asylbewerber. Dann eine Rehabilitationsklinik für Drogenabhängige und zuletzt wurden die Patientenzimmer als Wohnungen und die grösseren Räume als Ateliers vermietet.
2006 wurde ein erster Entwurf eines Hotelgebäudes vorgestellt, der vom Architekten Matteo Thun stammte, aber nicht realisiert wurde. Nach dem Weiterverkauf an die Stilli Park AG wurde im Sommer 2007 mit dem Abbruch des Sanatoriums begonnen; im darauf folgenden Frühjahr wurde das Bauareal gerodet. In den Jahren 2011 bis 2013 folgte der Bau des InterContinental Davos, des heutigen AlpenGold Hotels, nach neuen Plänen der Münchener Architekten Oikios. An die Zeit des Basler Sanatoriums erinnert heute nur noch die Zufahrt zum Hotel, die Baslerstrasse.